# 부바카르 카마라
부바카르 베르나르 카마라(프랑스어: Boubacar Bernard Kamara, 1999년 11월 23일 ~ )는 프랑스의 축구 선수이며, 애스턴 빌라에서 수비형 미드필더로 뛰고 있다.